# Nikolaj Andreevič Rimskij-Korsakov
Nikolaj Andreevič Rimskij-Korsakov (Tichvin, 18 marzo 1844 – Ljubensk, 21 giugno 1908) è stato un compositore e docente russo, particolarmente noto per la sua fine orchestrazione, basata soprattutto sulla valorizzazione dei timbri degli strumenti e del loro singolo colore che diventa fondamentale nella tessitura musicale. Le sue composizioni più famose sono Shahrazād, La grande Pasqua russa e Il volo del calabrone tratto dall'opera La favola dello zar Saltan. Profondo conoscitore della musica occidentale, Rimskij-Korsakov occupò un posto di rilievo nella musica russa per essere stato il necessario trait d'union tra la tradizione occidentale e gli aspetti nazionali caratteristici della sua terra, riscoprendo anche i colori luminosi dell'Oriente, i ritmi popolari contadini e la grandiosità della scrittura corale.

## Biografia

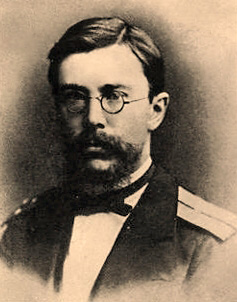
il giovane Rimskij-Korsakov

Nato a Tichvin, nel governatorato di Novgorod, da una famiglia aristocratica con una lunga tradizione militare alle spalle, Rimskij-Korsakov mostrò doti musicali già in tenera età;  a soli due anni, come egli ricorda, riusciva con facilità a distinguere le melodie che sua madre cantava. Egli fu però avviato agli studi presso il Collegio della Flotta militare Imperiale Russa nel 1856; successivamente si arruolò nella Flotta Imperiale Russa imbarcandosi sulla nave-scuola Almaz. Non interruppe mai gli studi musicali, frequentò molto il teatro d'opera, ascoltando Rossini, Meyerbeer e Glinka. Egli si definiva un semplice dilettante in fatto di musica; a sedici anni il pianista Théodore Canille lo avvicinò alla musica contemporanea e lo presentò nel 1861 a Milij Balakirev che lo introdusse nell'ambiente dei compositori russi; solo allora il giovane Nikolaj iniziò a dedicarsi seriamente alla musica. 
Nell'abitazione di Balakirev conobbe Cezar' Kjui e Modest Musorgskij, compositori del gruppo che sarebbe diventato famoso come il Gruppo dei Cinque o Potente mucchietto (in russo: Могучая Кучка). Insieme studiavano e suonavano opere di Beethoven, Berlioz, Schumann e Mendelssohn, discutevano di arte e di letteratura. Scoprendo le capacità di Rimskij-Korsakov, Balakirev lo incoraggiò e gli affidò il compito di scrivere una sinfonia; Nikolaj vi si dedicò con entusiasmo pur senza tralasciare i doveri militari. Nel 1862 si imbarcò sulla Almaz per un viaggio di tre anni durante il quale continuò a comporre il suo lavoro, di cui aveva già scritto il primo movimento, aggiungendo lo Scherzo e il Finale per poi lasciarlo in disparte. Quando nel 1865 reincontrò a San Pietroburgo Balakirev, Kjui e Musorgskij si riavvicinò alla musica e alla sua sinfonia. Nel gruppo entrò a far parte anche un nuovo musicista, il quinto, Aleksandr Borodin. 
Rimskij-Korsakov completò nel 1865 la Sinfonia n.1 in Mi bemolle minore iniziata nel 1861, a volte definita come la prima mai composta da un russo, sebbene Anton Rubinštejn avesse concepito la sua prima sinfonia già nel 1850. La composizione fu eseguita per la prima volta nel dicembre 1865 diretta da Balakirev.
Le riunioni del gruppo si svolgevano abitualmente a casa di Balakirev o in quella della sorella di Glinka, Ljudmila; l'attività dei musicisti era intensa e ognuno scriveva nuove composizioni. Durante una di queste serate Nikolaj conobbe quella che diventerà sua moglie, Nadežda Nikolaevna Purgold.

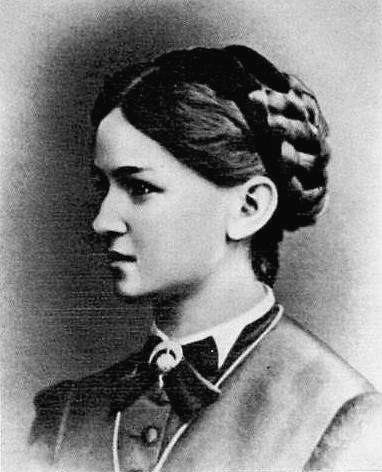
Nadežda Nikolaevna Purgold, moglie del compositore

Sempre in marina completò anche la pièce orchestrale Sadko (1867), iniziò Antar (1868, ispirata alla leggenda di Antarah ibn Shaddad), scrisse la Fantasia su temi serbi e si cimentò nella composizione di un'opera lirica: La fanciulla di Pskov, su un soggetto che gli fu suggerito da Musorgskij e che terminerà nel 1872. 
Nel 1871, inaspettatamente, il Conservatorio di San Pietroburgo gli conferì l'incarico di insegnante di composizione e orchestrazione. Michail Azancevskij, direttore del conservatorio, aveva riconosciuto nel giovane ufficiale di marina, autore di Antar, un talento indiscusso come compositore. Il musicista, anche se imbarazzato, accettò l'incarico e continuò contemporaneamente a prestare servizio attivo come ufficiale. Nella primavera del 1872 Rimskij si dedicò a orchestrare Il convitato di pietra di Dargomyžskij su richiesta dello stesso autore che, morendo, gli affidò il compito di strumentare il lavoro, consapevole della grande abilità nell'orchestrazione raggiunta dal giovane collega.
Il 12 luglio 1872 Nikolaij sposò Nadežda (1848-1919) che era una valente pianista e compositrice, dalla quale ebbe sette figli: Michail (1873-1951), Sofija (1875-1943), Andrej (1878-1940), Vladimir (1882-1970), Nadežda (1884-1971), Margarita (1888-1893) e Svjatoslav (1889-1890). La moglie esercitò una forte influenza musicale su Rimskij-Korsakov, così come Clara la ebbe sul marito Robert Schumann. Nel 1873 Rimskij prese congedo dalla marina e ebbe l'incarico di ispettore generale delle Bande della Marina. Per i successivi sei anni non si occupò più di composizione, ma, consapevole della propria insufficienza in campo di tecnica musicale, considerandosi praticamente un autodidatta, volle impegnarsi nello studio. Si dedicò con accanimento alla teoria e al contrappunto, scrivendo fughe e realizzando armonizzazioni.

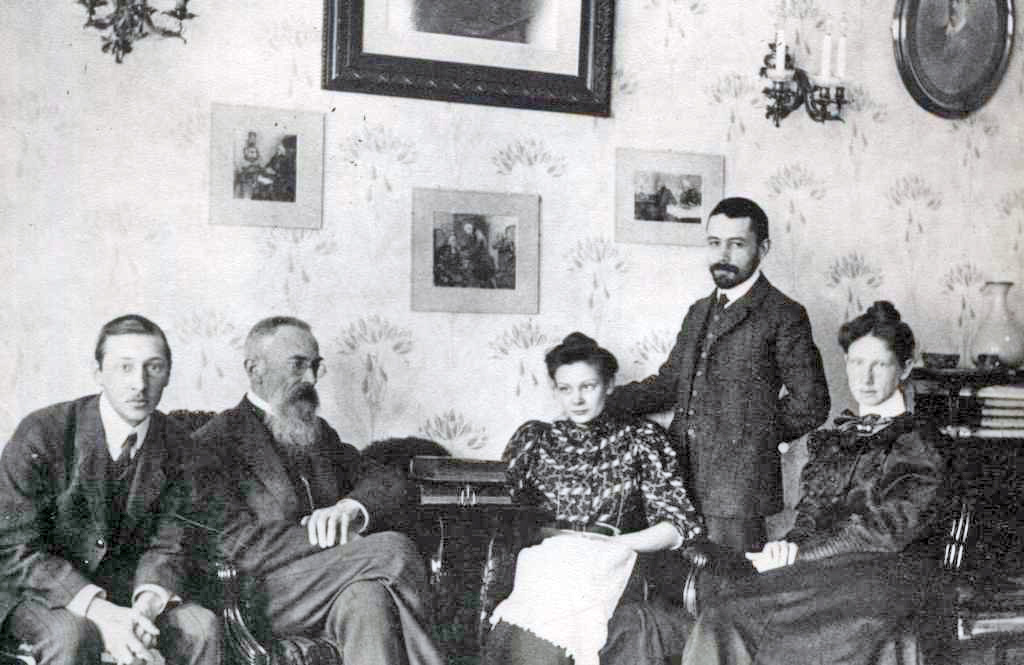
Stravinskij, Rimskij-Korsakov, sua figlia Nadezhda e il fidanzato, Ekaterina Nossenko Stravinskij

Rimskij-Korsakov e gli altri compositori del Gruppo dei Cinque collaboravano spesso tra loro modificando le loro opere. In particolare, dopo la morte di Modest Petrovič Musorgskij nel 1881, Rimskij-Korsakov ne rivisitò diverse prima che fossero pubblicate ed eseguite. Per esempio, la revisione di Rimskij-Korsakov di Una notte sul Monte Calvo è stata a lungo la più eseguita. In tempi recenti la critica musicale ha rivalutato le versioni originali di Musorgskij, in passato giudicate "sporche", apprezzandone l'originalità. Per questo motivo alcuni rifacimenti di Rimskij-Korsakov, come quello del Boris Godunov, sono stati soppiantati dagli originali di Musorgskij.

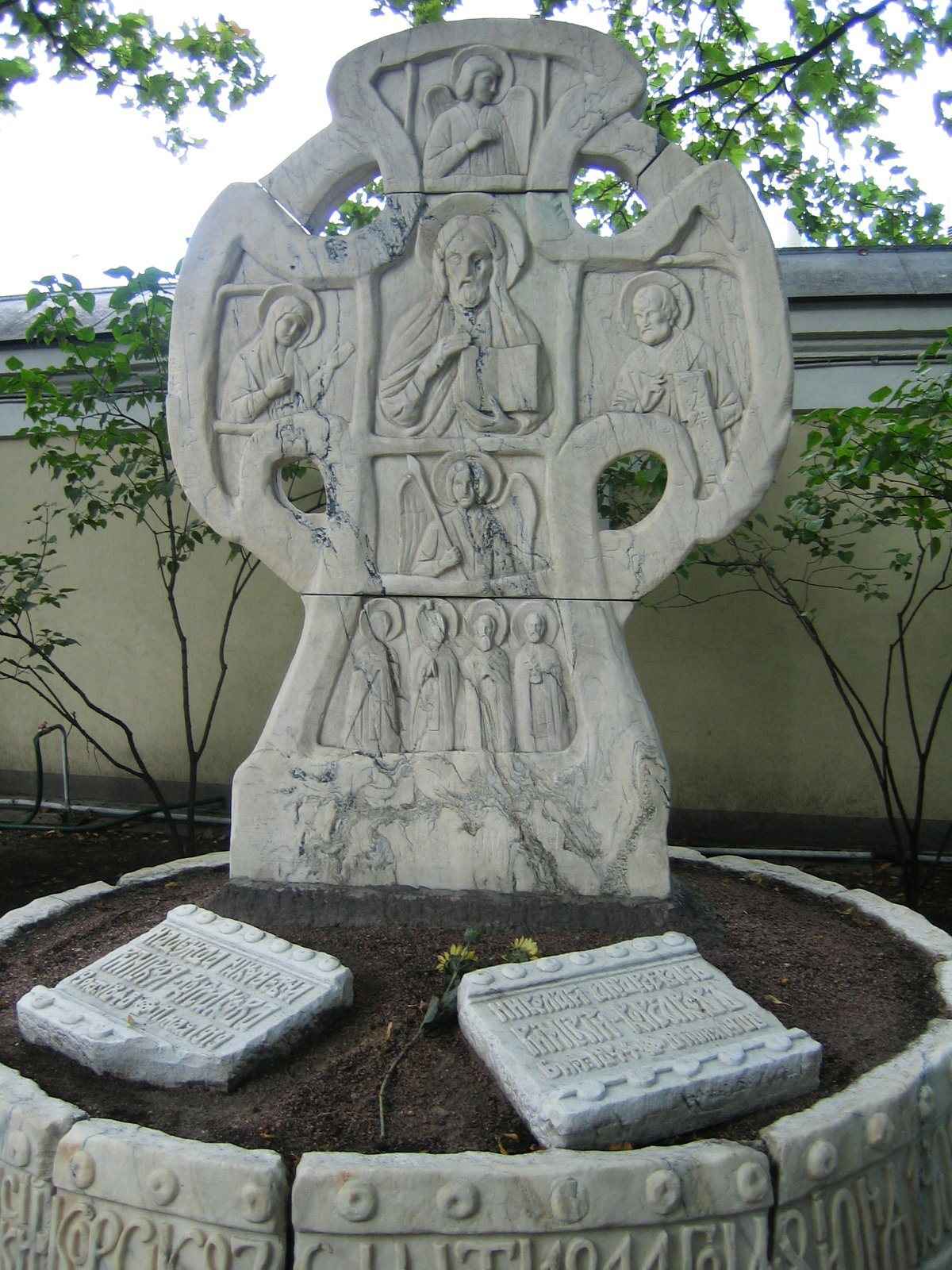
La tomba di Rimskij-Korsakov nel cimitero Tichvin

Come docente di composizione ed orchestrazione al Conservatorio di San Pietroburgo insegnò a vari compositori che in seguito avrebbero conosciuto la fama, come Glazunov, Prokof'ev e pure l'italiano Respighi; Stravinskij studiò con lui privatamente e i due musicisti rimasero legati da grande affetto fino alla scomparsa di Rimskij. Riprese anche a scrivere musica e fu un compositore molto prolifico; un notevole risultato in campo operistico lo ebbe con Notte di maggio rappresentata nel 1880 e con la successiva Fanciulla di neve scritta durante l'estate del 1882 in un tranquillo villaggio della campagna russa, Stelëvo. Scrisse diversi lavori orchestrali, tra cui la famosa Shahrazād, il Capriccio spagnolo e La grande pasqua russa. Compose in totale quindici opere, tra cui Kaščej l'immortale, La leggenda dell'invisibile città di Kitež e della fanciulla Fevronija e La favola dello zar Saltan; quest'ultima include il celeberrimo Volo del Calabrone che è stato in seguito arrangiato per tutti i tipi di strumenti musicali.
Nel 1897 compose Mozart e Salieri (op. 48), opera in due scene. Il libretto si rifà al testo teatrale omonimo di Aleksandr Sergeevič Puškin. Involontariamente, le due opere alimenteranno la leggenda che vuole Salieri responsabile della morte di Mozart. Compose anche musica liturgica a cappella per il culto ortodosso, tra cui la Liturgia di San Giovanni Crisostomo e musica corale profana.
Da buon cadetto della marina Rimskij era un uomo corretto e integerrimo, non poteva sopportare l'inciviltà e soprattutto non ammetteva alcun dispotismo e qualsiasi forma di violenza. Quando vi fu la manifestazione sfociata nella Rivoluzione russa del 1905 Rimskij-Korsakov appoggiò gli studenti insorti; fu rimosso dalla cattedra del Conservatorio di San Pietroburgo e proibita qualsiasi esecuzione delle sue composizioni. Durante l'anno successivo il musicista effettuò dei viaggi in Italia ma continuò anche a insegnare ai suoi allievi in casa propria, sfidando le autorità. La censura su Rimskij provocò ribellioni fra gli intellettuali e una serie di dimissioni da parte dei membri della Facoltà che costrinsero le autorità a reinsediarlo nella sua carica alla fine del 1906. Dopo essersi occupato della revisione del Boris Godunov, si dedicò alla stesura di un Trattato di strumentazione, testo che diverrà fondamentale. La controversia politica però si riaccese quando il compositore si riavvicinò all'opera con Il gallo d'oro del 1907, basato su una fiaba di Puškin che aveva come protagonista uno zar sciocco; la satira era pungente e incisiva e, poiché costituiva un attacco alla Russia Imperiale, l'opera venne bloccata dalla censura dopo la prima esecuzione pubblica.
Verso la fine della sua vita, Rimskij-Korsakov soffrì di angina pectoris. Morì a Ljubensk nel 1908 e fu sepolto nel cimitero di Tichvin presso il monastero Aleksandr Nevskij a Pietroburgo. Il figlio Andrej Nikolaevič sposò la compositrice Julija Weisberg e divenne un musicologo; la figlia Nadežda convolò a nozze con il compositore e insegnante Maximilian Steinberg; il nipote Georgij Michajlovič Rimskij-Korsakov (1901-1965) fu a sua volta un compositore e letterato.